# Galeandra lagoensis
Galeandra lagoensis är en orkidéart som beskrevs av Heinrich Gustav Reichenbach och Johannes Eugen ius Bülow Warming. Galeandra lagoensis ingår i släktet Galeandra och familjen orkidéer. Inga underarter finns listade i Catalogue of Life.